# Centurion-Klasse
Die Centurion-Klasse war eine Klasse von zwei Schlachtschiffen (Einheitslinienschiffen) der britischen Marine, die für den Dienst in weit entfernten Seegebieten vorgesehen war. Zugunsten einer höheren Reichweite waren sie leichter bewaffnet als andere Schlachtschiffe der Royal Navy.

## Geschichte
Der Bau der Klasse geht unmittelbar auf den Naval Defence Act 1889 zurück. Am 6. März 1889 schlug DNC White einen vorläufigen Entwurf für die beiden Schlachtschiffe der Klasse vor und einigte sich auf ungefähre Abmessungen und Einzelheiten. Von primärer Bedeutung war die besondere Berücksichtigung ihrer Verwendung als Flaggschiffe auf den chinesischen und pazifischen Stationen, weshalb sie den leistungsfähigsten ausländischen Schiffen entsprechen mussten. Um in den seichten chinesischen Flüssen fahren zu können, war ein geringer Tiefgang unerlässlich. Der Erste Lord der Admiralität Vesey Hamilton erklärte, ein Tiefgang von 7,92 Metern sei gerade noch zulässig, um diese Gewässer sicher zu befahren. Weitere Überlegungen führten zu dem Punkt, dass der Aktionsradius nicht größer sein sollte als der des Kreuzers Imperieuse. Da die 254-mm-Geschütze von Hand geladen werden mussten und die Schiffe eine große Anzahl von Männern benötigten, sollten die Barbetten mit Schilden versehen werden. Anfang 1890 wurde der endgültige Entwurf genehmigt.

## Einsatz
Bestimmungsgemäß wurden die Schiffe zunächst bei der China Station, der Pacific Station und der North America and West Indies Station eingesetzt. Wie alle Einheitslinienschiffe war die Centurion-Klasse mit Indienststellung der Dreadnought 1906 veraltet. Sie wurden für kurze Zeit der Home Fleet überstellt, alsbald in die Reserve versetzt und schon vor dem Ersten Weltkrieg abgewrackt. Gefechtsberührung hatte keines der Schiffe.

## Einheiten
| Name      | Bauwerft                        | Kiellegung       | Stapellauf      | Indienststellung | Außerdienststellung | Verbleib                              |
| --------- | ------------------------------- | ---------------- | --------------- | ---------------- | ------------------- | ------------------------------------- |
| Centurion | Portsmouth Dockyard, Portsmouth | 30. März 1890    | 3. August 1892  | 14. Februar 1894 | 1. April 1909       | Am 12. Juli 1910 zum Abbruch verkauft |
| Barfleur  | Chatham Dockyard, Chatham       | 12. Oktober 1890 | 10. August 1892 | 22. Juni 1894    | Juni 1909           | Am 12. Juli 1910 zum Abbruch verkauft |

## Konstruktion

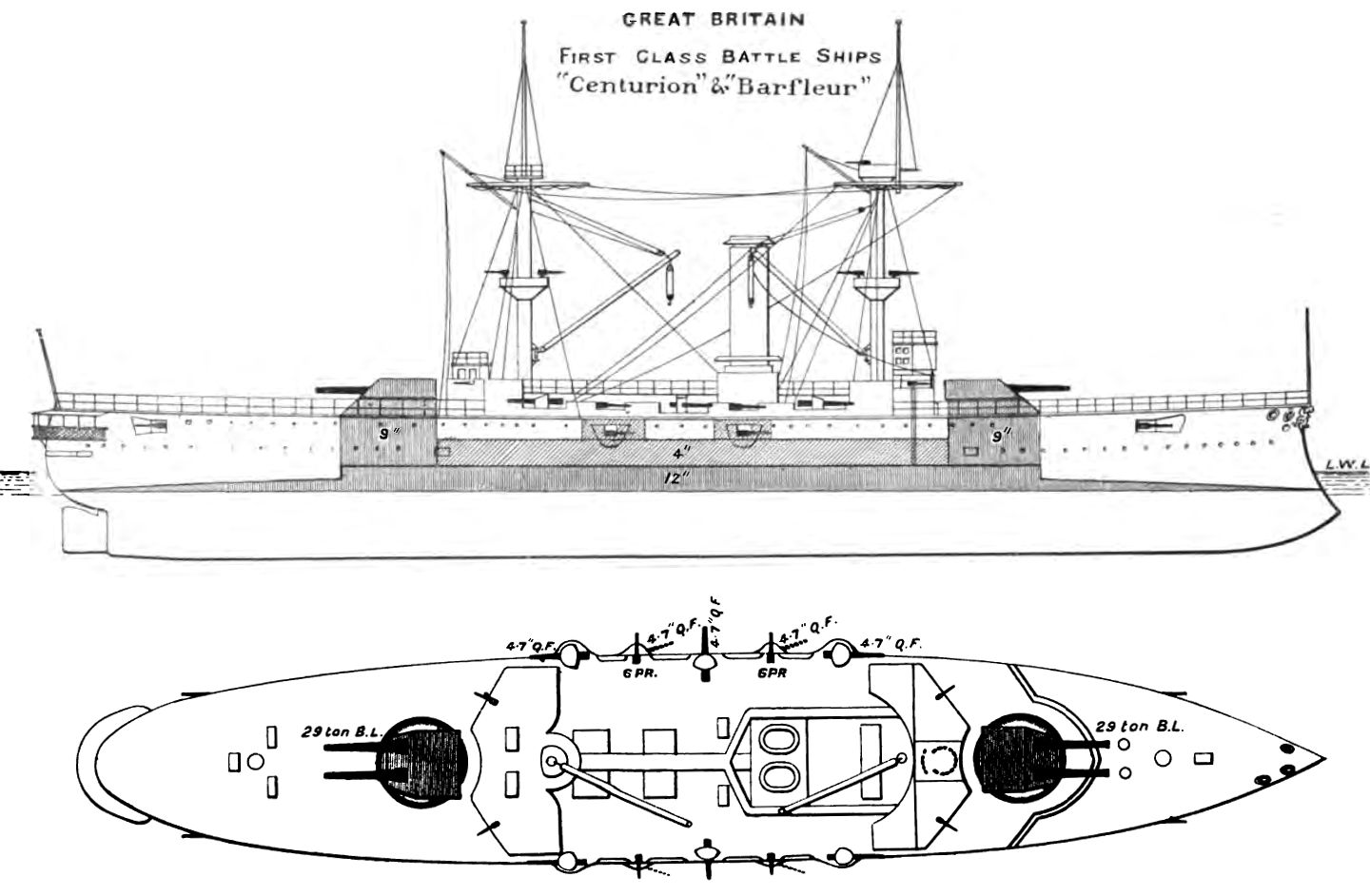
Seitenriss und Decksplan der HMS Centurionund HMS Barfleur aus Brassey’s Naval Annual 1896

Die Schiffe hatten eine Gesamtlänge von 119,10 m, eine Breite von 21,30 m und einen Tiefgang von 7,82 m. Die Verdrängung lag zwischen 10.805 t und 12.409 t.

### Antrieb
Die Schiffe waren mit zwei 3 Zyl.- Verbunddampfmaschinen ausgestattet, die jeweils eine Welle antrieben und insgesamt 9.000 PS (6.619 kW) entwickelten, mit der sie eine Höchstgeschwindigkeit von 17 Knoten (31 km/h) erreichte. Der Dampf wurde von acht Großwasserraumkesseln geliefert. Die Schiffe konnten maximal 1463 t Kohle mitführen, was ihr bei 10 Knoten (19 km/h) eine Reichweite von 5230 Seemeilen (9.690 km) ermöglichte. Die Besatzung der Schiffe bestand aus 620 Offizieren und Mannschaft.

### Bewaffnung
Die Hauptbewaffnung bestand aus vier 254-mm-Geschützen in zwei kreisförmigen Doppelgeschütz-Barbetten eine vor und eine hinter den Aufbauten. Bei einer Mündungsgeschwindigkeit von 620 m/s und einer Elevation von +12°05' erreichten die 230 kg schweren Granaten der Kanonen eine maximale Reichweite von 9.200 m. Die Lafette für die Hauptbewaffnung war ein völlig neues Modell, das von Whitworth entwickelt wurde. Diese Lafetten konnten eine Elevation von 35° erreichen, doch bei mehr als 15 Grad mussten halbe Ladungen verwendet werden und ein kleines Stück Panzerung musste aus dem oberen Teil der Turmöffnung entfernt werden, um zu verhindern, dass das Geschütz beim Rückstoß dagegen stieß. Die Geschütze befanden sich auf einer dampfgetriebenen Drehscheibe, die sich mit einer Umdrehung pro Minute drehen konnte. Die Munition wurde durch ein zentrales Rohr geleitet und dann über eine Steigung in die Geschützrohre befördert. Es handelte sich um die größten handgeladenen Geschütze der britischen Marine zu dieser Zeit, die jedoch einen sehr schwierigen Verschlussmechanismus besaßen, der sie im Vergleich zu größeren Geschützen insgesamt unterlegen machte.
Die Sekundärbewaffnung bestand aus zehn 120-mm-Schnellfeuergeschützen in Einzellafetten. Sechs davon befanden sich auf dem Oberdeck und vier in Kasematten an den Seiten des Schiffes zwei auf jeder Breitseite. Die Geschütze waren auf Lafetten mit einem Seitenrichtbereich von +30° bis +150° montiert. Die Kanonen selbst wogen 2,2 t und hatten bei einer maximalen Elevation von 20° und einer Mündungsgeschwindigkeit von 544 m/s eine Reichweite von 9.050 m. Sie verschossen 20,4 kg schwere Granaten mit einer Kadenz von ca. 5–6 Schuss pro Minute. Zum Schutz gegen Torpedoboote wurden acht 57-mm-6-Pfünder-Schnellfeuergeschütze und zwölf 47-mm-3-Pfünder-Hotchkiss-Kanonen installiert. Außerdem waren die Schiffe mit sieben 457-mm-Torpedorohren ausgestattet, drei auf jeder Breitseite und eines im Heck.

### Panzerung
Die Schiffe der Centurion-Klasse hatten einen Panzergürtel aus Compoundpanzerung. Er erstreckte sich über eine Länge von 61 m und reichte von der vorderen bis zur hinteren Barbette. Mittschiffs war er 305 mm dick und 2,30 m hoch. Vorn und achtern verbanden 200 mm dicke Querschotten die Gürtelpanzerung mit den Barbetten und bildeten so die gepanzerte Zitadelle. Darüber verlief ein weiterer Plankengang aus 102 mm Harvey-Panzerung. Er bedeckte die Schiffsseite zwischen der Rückseite der Barbetten bis zu einer Höhe von 3,00 m über der Wasserlinie. Querschotten aus Harvey-Panzerung mit einer Stärke von 76 mm verbanden die obere Panzerung mit den Barbetten.
Das gepanzerte Deck lag über dem Wasserliniengürtel und bestand aus 51 mm AHS-Stahl. Unterhalb der Wasserlinie erstreckte sich das 64 mm starke Unterdeck von der 127 mm dicken Grundplatte der Barbetten bis zum Bug und Heck. Oberhalb des Hauptdecks waren die Barbetten 228 mm und zwischen Haupt- und Unterdeck 203 mm stark. Die Schiffe der Centurion-Klasse waren die ersten britischen Schlachtschiffe, die mit gepanzerten Geschütztürmen über den Barbetten ausgestattet waren. Dies war erforderlich, um die Mannschaften zu schützen, die die Geschütze manuell bedienen mussten. Die Türme bestanden aus einer 150 mm starken Eisen-Nickel-Legierung, deren Rückseite offen gelassen werden musste, um die Geschütze bedienen zu können. Dies war der erste Schritt in der Entwicklung des modernen Geschützturms. Die Kasematten für die 12-cm-Geschütze verfügten ebenfalls über eine Harvey-Panzerung, die 101 mm an der Front und Rückseite und 50 mm an den Seiten stark war. Die Seiten des vorderen Kommandoturms hatten eine Stärke von 304 mm, während die des hinteren Kommandoturms nur 76 mm dick waren.